# Siderasis fuscata
Siderasis  es un género monotípico de plantas con flores  de la familia Commelinaceae. Su una única especie es Siderasis fuscata (Lodd.) H.E.Moore,
Es originaria del oeste de Brasil donde se encuentra en la Mata Atlántica.

## Taxonomía
Siderasis fuscata fue descrito por (Lodd.) H.E.Moore y publicado en Baileya 4: 28. 1956.
Sinonimia
- Tradescantia fuscata Lodd. (1820).
- Pyrrheima loddigesii Hassk. (1869), nom. illeg.
- Pyrrheima fuscatum (Lodd.) Backer (1924).
- Siderasis acaulis Raf. (1837).
- Tradescantia hirsutissima Pohl ex Seub. in C.F.P.von Martius & auct. suc. (eds.) (1855).
- Pyrrheima minus Hassk. (1869).
- Pyrrheima loddigesii var. minus (Hassk.) C.B.Clarke in A.L.P.P.de Candolle & A.C.P.de Candolle (1881).[4]